# Dunkle Dickdaumenfledermaus

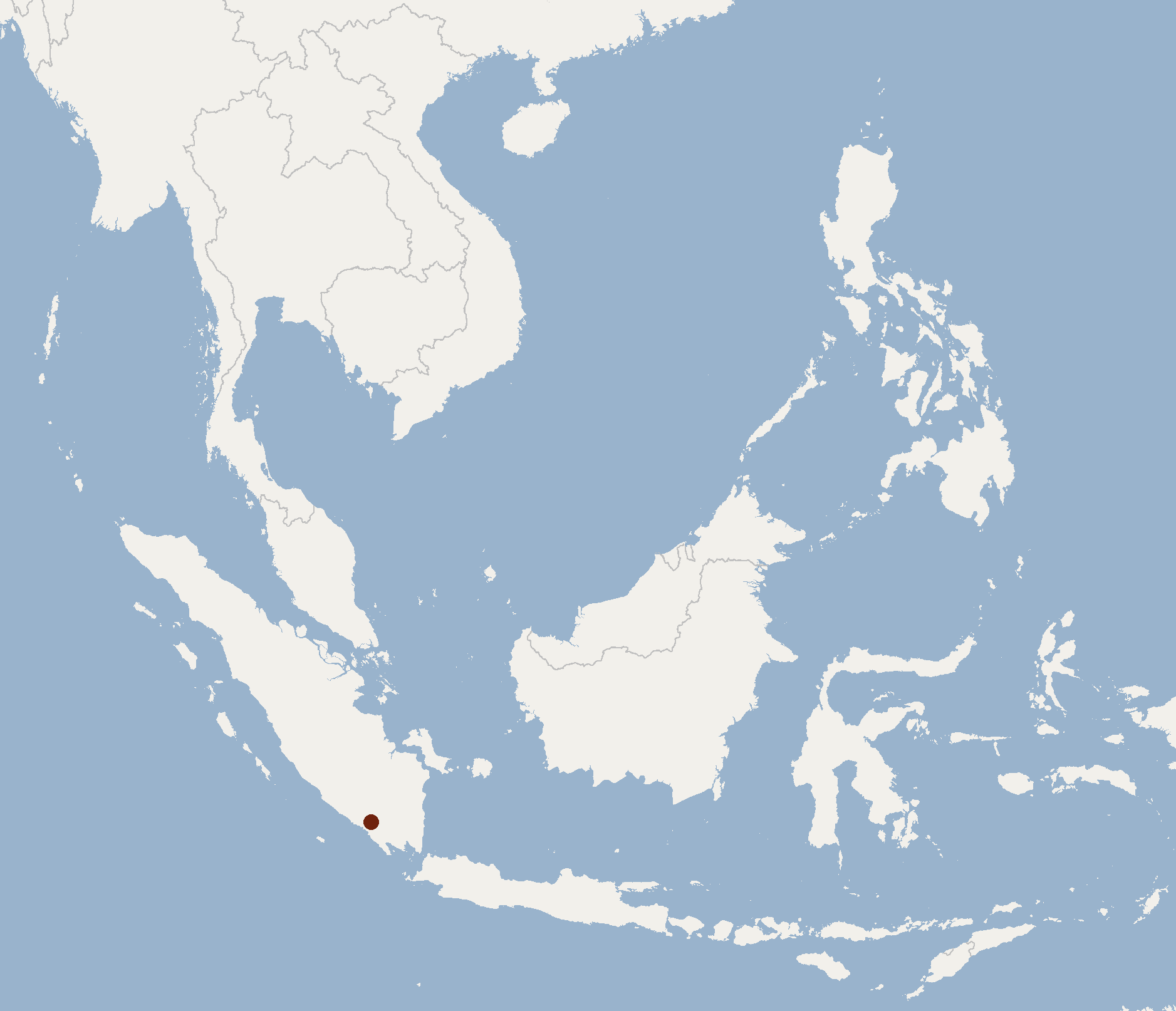
Fundort der Dunklen Dickdaumenfledermaus

Die Dunkle Dickdaumenfledermaus (Glischropus aquilus) ist eine Fledermaus in der Familie der Glattnasen, die auf Sumatra vorkommt.
Das bisher einzige bekannte Exemplar hatte eine Kopf-Rumpf-Länge von 35,4 mm, eine Schwanzlänge von 38,8 mm, eine Unterarmlänge von 32,2 mm und ein Gewicht von 4,8 g. Die Hinterfüße waren 6,2 mm lang und die Länge der Ohren betrug 11 mm. Das einheitlich gefärbte Fell der Oberseite besteht aus dunkelbraunen Haaren, die kurze etwas hellere Spitzen besitzen, was ein dunkelbraunes Fell ergibt. Auf der Unterseite sind die Haare nur nahe der Haarwurzel dunkelbraun und im weiteren Verlauf mittelbraun. Die abgerundeten und breiten Ohren sind schwarz gefärbt. Sie sind durch einen schmalen Tragus gekennzeichnet. Wie bei anderen Gattungsmitgliedern ist der Ballen am Daumen verdickt und rosa gefärbt.
Die Dunkle Dickdaumenfledermaus wurde bisher nur in der Provinz Lampung im Südwesten Sumatras registriert. Der Fundort liegt auf 768 Meter Höhe. Es handelt sich um einen Wald mit Bächen auf dessen Lichtungen Bambus wächst. Vermutlich ruht dieses Tier wie andere Dickdaumenfledermäuse in hohlen Bambusstängeln, in eingerollten Bananenblättern und in Felsspalten.
Die Art wird von der IUCN noch nicht gelistet.